# 振り子とチーズケーキ
『振り子とチーズケーキ』は、2013年に公演された演劇作品。脚本・演出を小林賢太郎が手掛ける小林賢太郎演劇作品。

## 概要
小林賢太郎プロデュース公演（KKP）としては9作目。小林賢太郎演劇作品と表記が変わってからは1作目となる。
2013年10月から12月まで全国9ヵ所で公演された。
2014年5月21日にDVD・Blu-rayが発売された。DVD・Blu-rayには、2013年12月21日に東京グローブ座にて行なわれた公演の模様が収録されている。

## あらすじ
とある図書館で働く男（竹井）。彼の夢は、ジュール・ヴェルヌの小説のような冒険に出ること。しかし、そんな絵空事が起こるわけないと思いつつ、自宅と図書館を毎日「振り子」のように往復する日々を送っていた。
年の瀬のある日、男が図書館のベンチで休憩していると、そこに女性のものと思しき花柄のノートが置かれているのに気が付いた。心の中で言い訳を重ねつつも下心が抑えられない彼はノートの中身を見てしまう。そこに書かれていたのは日記で、その年の1月1日から1年間世界中を旅し、様々な食べ物を食べ、様々な男性と出会った記録が書かれていた。一体持ち主がどんな人なのか、気になって仕方がない男は日記を家まで持ち帰ってしまう。
男は自分自身の分身である男や日記に書かれている内容を体現した男（いずれも小林）との対話を繰り返しながら、日記の持ち主を探っていく。さながら見る角度によって正方形にも長方形にも三角形にも見える「チーズケーキ」のように、視点を変えたり、自問自答を繰り返したりするうちに、やがて自分自身とも向き合っていくことになる。

## 出演者
- 竹井亮介
- 小林賢太郎

## スタッフ
- 脚本・演出：小林賢太郎
- 図案：good design company
- 制作・著作：トゥインクル・コーポレーション

## 公演データ
- 東京公演：2013年10月9日 - 10月14日（本多劇場）
- 広島公演：2013年10月18日 - 10月19日（アステールプラザ中ホール）
- 福岡公演：2013年10月22日 - 10月28日（西鉄ホール）
- 仙台公演：2013年11月6日 - 11月7日（仙台市青年文化センターシアターホール）
- 札幌公演：2013年11月15日 - 11月17日（かでるホール）
- 新潟公演：2013年11月20日 - 11月21日（長岡リリックホール・シアター）
- 名古屋公演：2013年11月27日 - 11月30日（テレピアホール）
- 大阪公演：2013年12月3日 - 12月15日（ABCホール）
- 東京公演：2013年12月19日 - 12月26日（東京グローブ座）